# RBS TV Pelotas
RBS TV Pelotas é uma emissora de televisão brasileira com sede em Pelotas, RS. Opera no canal 4 (24 UHF digital) e é afiliada à TV Globo e gera programas locais de boa audiência como: Jornal do Almoço e o RBS Notícias. É uma das redes de transmissão regionais da RBS TV, que tem a central localizada em Porto Alegre.

## História

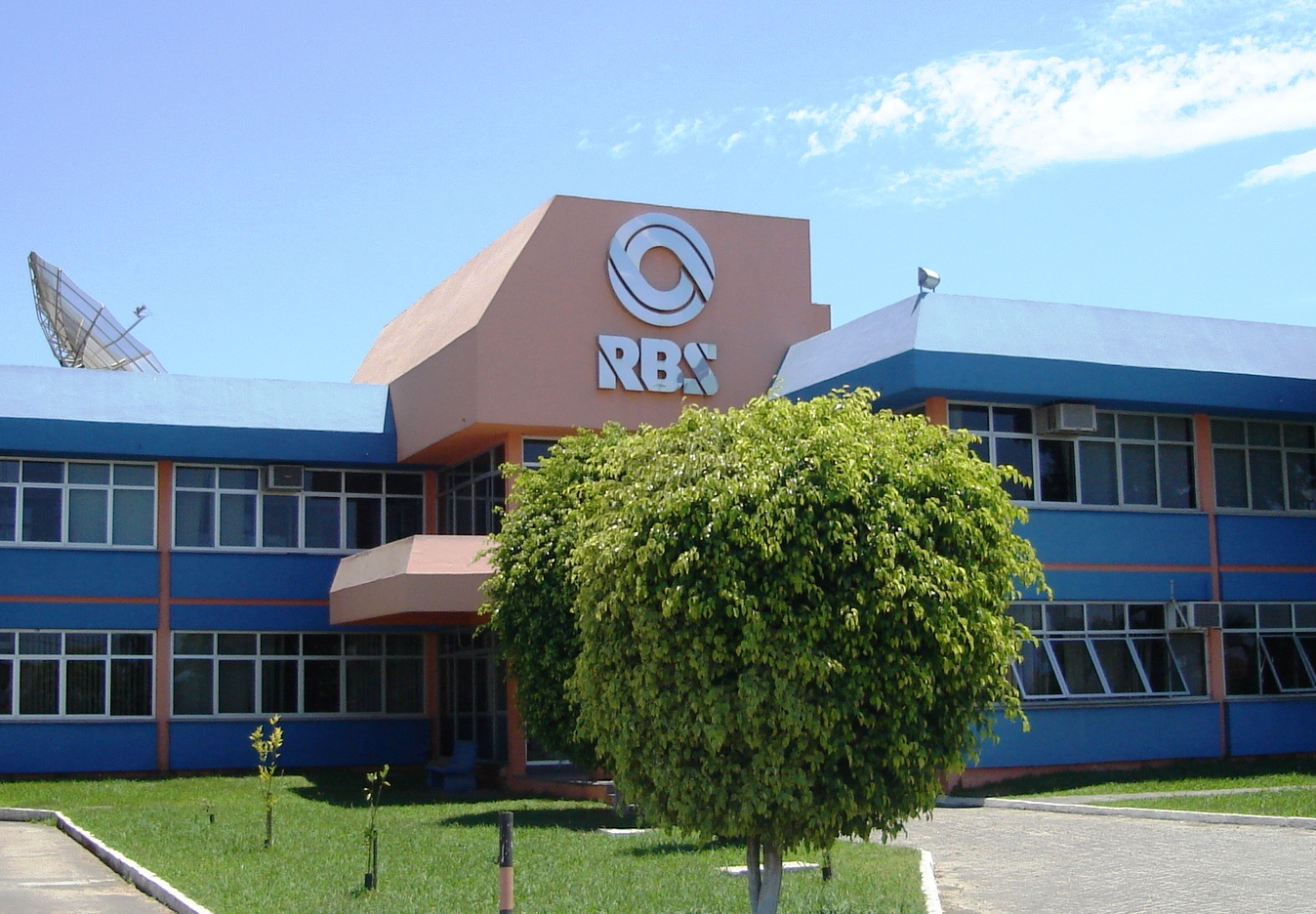
Sede da RBS TV Pelotas em 2008.

A TV Tuiuti de Pelotas foi fundada em 5 de julho de 1972, uma das primeiras emissoras de televisão da Rede Brasil Sul de Comunicações. 

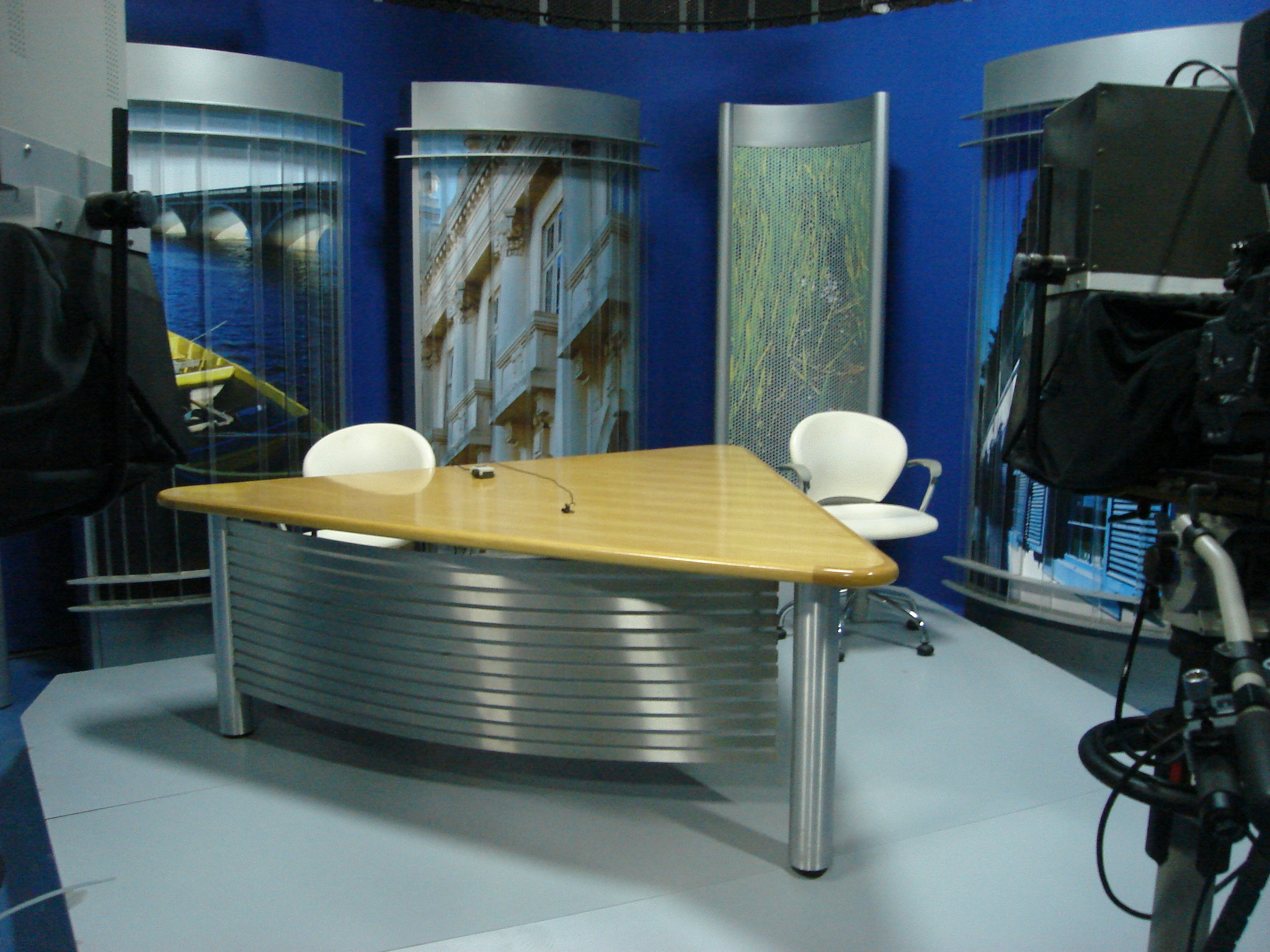
Estúdio da RBS TV Pelotas em 2008

## Sinal digital
| Canal virtual | Canal digital | Proporção de tela | Programação                                     |
| ------------- | ------------- | ----------------- | ----------------------------------------------- |
| 4.1           | 24 UHF        | 1080i             | Programação principal da RBS TV Pelotas / Globo |

A emissora iniciou suas transmissões no sinal digital, em 23 de julho de 2013, no canal 34 UHF. Em 1.º de julho de 2024, migrou para o canal 24 UHF, mantendo o canal virtual 4.1.
Transição para o sinal digital
Com base no decreto federal de transição das emissoras de TV brasileiras do sinal analógico para o digital, a RBS TV Pelotas, bem como as outras emissoras de Pelotas e do sul do Rio Grande do Sul, cessou suas transmissões pelo canal 04 VHF em 28 de novembro de 2018, seguindo o cronograma oficial da ANATEL.